# 張宏傑
張 宏傑（ちょう こうけつ、1972年—）は、中華人民共和国の作家。代表作に『飢餓の盛世』、『大明王朝の七張面孔』、『張宏傑講乾隆成敗』。中国作家協会会員。渤海大学中国文化・文学研究所副所長。

## 経歴
- 1972年、遼寧省建昌県に生まれる。
- 1994年、東北財経大学経済学学士課程修了した後、そのまま中国建設銀行葫芦島分行で職員についた。
- 2006年、転職し引っ越す。渤海大学（中国語版）中国文化・文学研究所研究員。
- 2013年、中国中央テレビの番組「百家講壇」で『成敗論乾隆』というシリーズレクチャーを行った。

## 著書
- 『中国国民性演変歴程』、2013年5月1日、湖南人民出版社。
- 『大明王朝の七張面孔』、2006年1月、広西師範大学出版社。
- 『坐天下很累』、2012年10月、吉林出版集団有限公司。
- 『中国人の性格歴程』、2008年1月、陝西師範大学出版社。
- 『飢餓の盛世』、2012年8月、湖南人民出版社。
- 『曽国藩の正面と側面』、2011年1月、国際文化出版公司。
- 『張宏傑講乾隆成敗』、2014年8月、民主と建設出版社。
- 『另一面——歴史人物の另類伝奇』、2004年5月，台湾知本家文化事業有限公司。
- 『滾滾韓流』、2005年1月、台湾知本家文化事業有限公司。
- 『乾隆皇帝の十張面孔 - 管理と統御の潜規則』、2010年4月、台湾究竟出版社。